# A Wonderful Life (album)
A Wonderful Life là album tiếng Anh thứ hai và là album phòng thu thứ sáu của nữ ca sĩ người Bỉ Lara Fabian, phát hành vào tháng 6 năm 2004.  Tại Pháp, album đạt doanh số ước tính khoảng 82.000 bản. A Wonderful Life là album cuối cùng trong hợp đồng của Fabian với Sony Records; sau đó, nữ ca sĩ đã rời công ty. Album chủ yếu bao gồm các bài hát pop chịu ảnh hưởng từ acoustic. Fabian đã được nhận và bị hủy bài hát "Review My Kisses", trước khi ca khúc này được ghi âm bởi nữ ca sĩ nhạc đồng quê người Mỹ LeAnn Rimes cho album Twisted Angel phát hành năm 2002. Tuy nhiên, vì quá ấn tượng với màn trình diễn của Rimes, Fabian đã quyết định tự ghi âm bài hát này.

## Danh sách bài hát
| Thứ tự | Tựa đề                 | Sáng tác                                                            | Sản xuất                                                | Thời lượng |
| ------ | ---------------------- | ------------------------------------------------------------------- | ------------------------------------------------------- | ---------- |
| 1.     | "No Big Deal"          | Eliot Kennedy, Gary Barlow, Lara Fabian, Rick Allison, Tim Woodcock | Eliot Kennedy, Gary Barlow, Tim Woodcock                | 03:57      |
| 2.     | "I Am"                 | Desmond Child, Chris Braide, Lara Fabian                            | Desmond Child, Eliot Kennedy, Gary Barlow, Tim Woodcock | 03:59      |
| 3.     | "The Last Goodbye"     | Stephen Robson, Wayne Hector                                        | Desmond Child, Eliot Kennedy, Gary Barlow, Tim Woodcock | 04:22      |
| 4.     | "I Guess I Loved You " | Anders Bagge, Lara Fabian, Peer Åström, Rick Allison                | Anders Bagge                                            | 03:34      |
| 5.     | "Conquered"            | Eliot Kennedy, Gary Barlow, Rick Allison                            | Eliot Kennedy, Gary Barlow, Tim Woodcock                | 03:45      |
| 6.     | "Review My Kisses"     | Desmond Child, Marie Wilson                                         | Jean-Felix Lalanne                                      | 05:02      |
| 7.     | "Unbreakable"          | Lara Fabian, Tim Woodcock, Wayne Hector                             | Jean-Felix Lalanne                                      | 03:11      |
| 8.     | "Wonderful Life"       | Colin Vearncombe                                                    | Eliot Kennedy, Gary Barlow, Tim Woodcock                | 03:45      |
| 9.     | "Intoxicated"          | Lara Fabian, Gary Barlow                                            | Eliot Kennedy, Gary Barlow, Tim Woodcock                | 05:21      |
| 10.    | "I've Cried Enough"    | Lara Fabian, Rick Allison                                           | Eliot Kennedy, Gary Barlow, Tim Woodcock                | 04:58      |
| 11.    | "Silence"              | Lara Fabian, Rick Allison                                           | Jean-Felix Lalanne                                      | 03:00      |
| 12.    | "Walk Away"            | Kara DioGuardi, Walter Afanasieff                                   | Jean-Felix Lalanne                                      | 04:19      |

## Xếp hạng
| Bảng xếp hạng (2004)                     | Vị trí cao nhất |
| ---------------------------------------- | --------------- |
| Album Bỉ (Ultratop Vlaanderen)           | 54              |
| Album Bỉ (Ultratop Wallonie)             | 4               |
| Album Hà Lan (Album Top 100)             | 68              |
| Album Phần Lan (Suomen virallinen lista) | 36              |
| Album Pháp (SNEP)                        | 8               |
| Album Đức (Offizielle Top 100)           | 80              |
| Album Bồ Đào Nha (AFP)                   | 16              |
| Album Thụy Sĩ (Schweizer Hitparade)      | 18              |

| Bảng xếp hạng (2004)   | Vị trí |
| ---------------------- | ------ |
| Bỉ (Ultratop Wallonia) | 56     |

## Lịch sử phát hành
| Quốc gia | Ngày phát hành      |
| -------- | ------------------- |
| Pháp     | 1 tháng 6 năm 2004  |
| Canada   | 29 tháng 6 năm 2004 |